# 則天去私
則天去私（そくてんきょし）は、夏目漱石によって残された言葉。

## 概要
天に従って私を捨て去って、より高い境地に到達するということである。これは私利私欲を捨てて、自然の大きな流れに身を任せて、自然の中で物を見極めようとすることである。社会においては政治家が汚職をしていたということは、私腹を肥やしていたり派閥争いを行っていたりしていたということであるため、この政治家は則天去私の精神で政治を行うことができていないと批判するなどといった場合でこの言葉が用いられている。

### 夏目漱石
夏目漱石は『私の個人主義』で自分の娘が突然片目になって現れてきても、ああそうかと言ってみてやれるような人間になりたいと言っており、これこそが則天去私の心境である。何があっても動揺せず、目の前の事態に対してそれを変えようと騒ごうともしないということである。これは東洋的な心境であり、与えられた秩序に対して順応するという心境である。
則天去私とは、感情の表出を禁止するということでもある。これは自身や身内の死亡ということがあったとしても、このような事態に対して抵抗することなく超然とした態度をとるということであり、私的感情という個を出さないということである。
日本文章学院編『大正六年 文章日記』では、則天去私とは天に則り私を去ると訓み、天は自然であり、自然に従って私即ち小主観小技巧を去れと言う意味で、あくまでも自然であれという意味である。